# Germanata Veneta
La germanata veneta è una razza pura di anatra domestica di taglia media e di origini venete. La razza ha avuto origine nella regione del Veneto, come suggerisce il nome, dove si dice che sia presente da molti secoli, anche se lo standard ufficiale della razza è stato redatto solo alla fine del XX secolo. Si tratta di un'anatra di cospicue dimensioni, bene in carne e presente in un'unica colorazione, la selvatica, che è la stessa del germano reale: da qui il nome della razza. Ottima produttrice sia di uova che di carne, la germanata veneta è l'unica razza pura di origine italiana e, se in patria è piuttosto rara, all'estero è pressoché assente. In veneto il nome razza è sinonimo di anatra germanata.

## Origini
Non esistono molti dati bibliografici relativi a questa razza, forse a causa della scarsa considerazione che il popolo italiano ha sempre avuto nei confronti dell'allevamento dell'anatra, ma ha indubbiamente avuto origine in Veneto, dove si favoleggia che sia presente da tempi immemorabili. Certo è che la selezione dei contadini è stata fondamentale nel creare una razza di dimensioni notevoli, a differenza della maggior parte delle razze che sono state selezionate da avicoltori e dalle classi più abbienti. La Germanata è stata riconosciuta negli anni '90 ed è l'unica razza pura autoctona italiana.

## Standard
Nell'aspetto generale si presenta come un'anatra carnosa e robusta, ma dal portamento slanciato ed elegante.
- Tronco: di lunghezza media, leggermente inclinato, forte e carnoso; la linea superiore parallela all'inferiore; la parte inferiore senza chiglia.
- Testa: ovale, con fronte piatta.
- Becco: forte, largo e diritto. Nel maschio di colore verde giallastro con unghiata nera; nella femmina arancio opaco/brunastro con la sommità più scura; unghiata scura.
- Occhi: vivaci, di colore bruno.
- Collo: lungo a forma di S, leggermente più corto nel maschio.
- Spalle: larghe e leggermente arrotondate.
- Dorso: largo e leggermente arrotondato.
- Ali: ben aderenti.
- Coda: di media grandezza, è portata leggermente alta e chiusa. Nel maschio deve essere ben visibile il ricciolo sul codrione.
- Petto: largo e carnoso.
- Zampe: non sporgono dal tronco, quindi non in vista.
- Tarsi: di media lunghezza, di colore arancione, leggermente più chiari nella femmina.
- Ventre: largo, non troppo basso.
- Pelle: giallastra.
- Piumaggio: liscio con molto piumino.
- Peso: maschio 3,0 kg femmina 2,7 kg.
- Peso uovo: minimo 70 gr.
- Colore uovo: da bianco a verde chiaro.
- Anello: 18 mm per entrambi i sessi.

### Difetti gravi
Tipo stretto, piccolo e non carnoso. Difetti negli appiombi degli arti. Assenza del ricciolo sul codrione del maschio.

## Colorazioni
La razza è presente in un'unica colorazione che la rende tipica e le dà il nome, la selvatica, ovvero la colorazione del germano reale, presente in molte razze di anatra domestica. Il maschio di questa colorazione segue la muta stagionale, proprio come il suo antenato selvatico, quindi potrà mostrare il piumaggio in tutto il suo splendore solo quando avrà superato il periodo di eclissi.

### Difetti gravi
Maschio: dorso troppo scuro; assenza o larghezza eccessiva dell'anello bianco del collo; anello chiuso; zona perioculare con alone giallastro. 
Femmina: macchie bianche sul collo; testa scura con disegno indistinto; zampe brune; becco arancione intenso.

## Qualità
Oltre ad essere una razza altamente rustica, che si adatta molto bene all'allevamento in libertà sfruttando i canali di irrigazione, ha un carattere molto pacifico e mansueto. Ottima produttrice di carne, raggiunge la maturità sessuale a sette-otto mesi nel maschio e a sei-sette mesi nella femmina. Le femmine sono buone ovaiole, la cui produzione annua supera le 100 uova, e non hanno perso l'istinto alla cova, a differenza di molte razze di anatre. Grazie alle sue qualità la razza è ideale sia per l'allevamento rurale con fini produttivi che per l'allevamento amatoriale con fini ornamentali.